# Frank Sherwood Taylor
Pour les articles homonymes, voir Taylor.

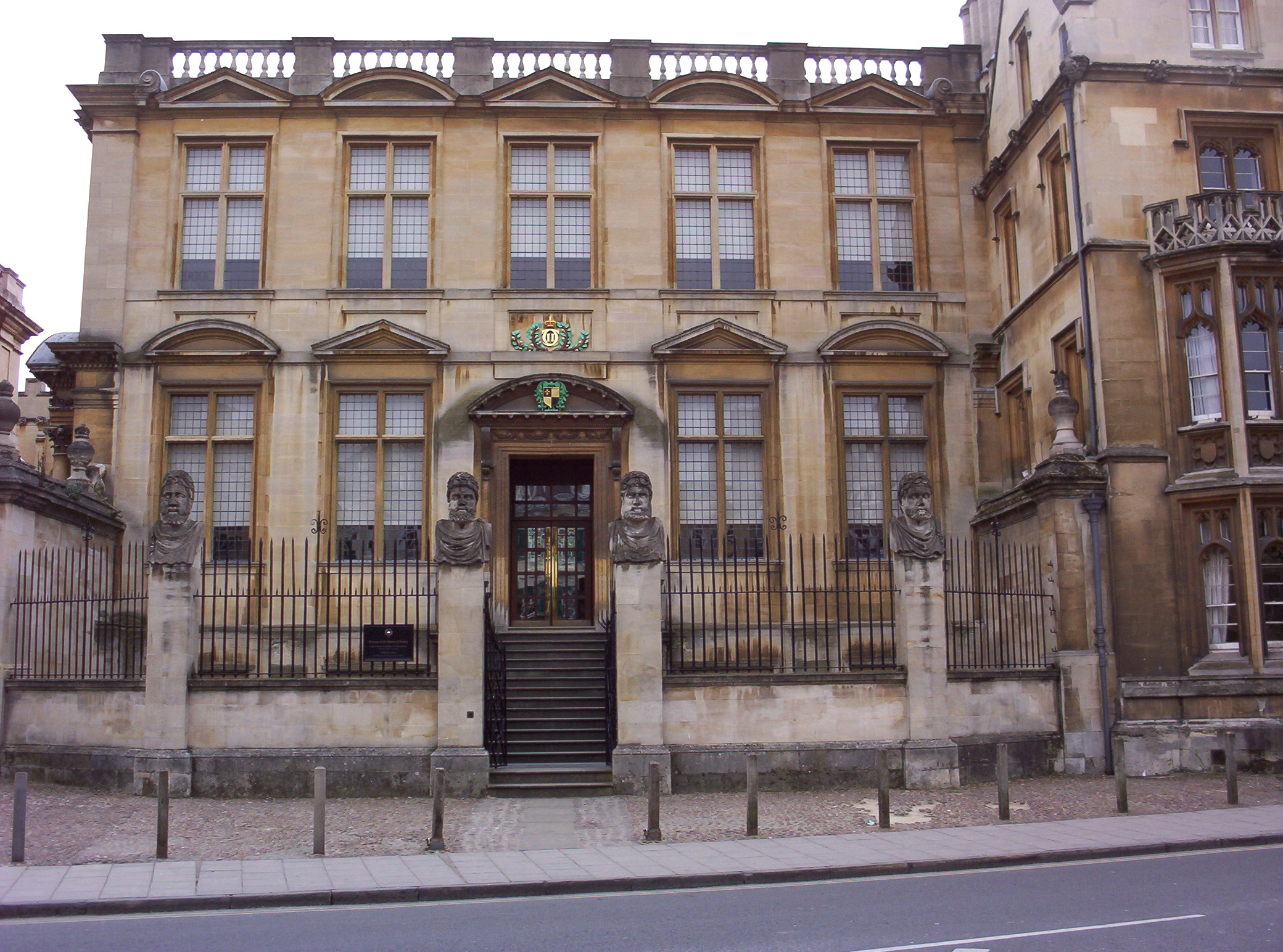
F. Sherwood Taylor est conservateur du Musée d'histoire des sciences d'Oxford (ci-dessus).

Frank Sherwood Taylor (1897 - 5 janvier 1956) est un historien des sciences britannique, conservateur de musée et chimiste qui est directeur du Science Museum de Londres.

## Biographie
Il fait ses études à la Sherborne School dans le Dorset, dans le sud de l'Angleterre et au Lincoln College, à Oxford . Il entreprend ensuite un doctorat à l'University College de Londres dans le nouveau département d'histoire et de méthode des sciences.
Il passe une période en tant que maître d'école puis en tant que chargé de cours en chimie au Queen Mary College de Londres. Il est membre fondateur du groupe de philosophie des sciences. Il est également l'éditeur fondateur de la revue Ambix, créée en 1937, et de la revue de la Society for the History of Alchemy and Chemistry. En 1940, il succède à Robert Gunther en tant que conservateur du Museum of the History of Science d'Oxford. Vers la fin de sa vie, il est directeur du Musée des sciences de 1950 jusqu'à sa mort en 1956. Pendant ce temps, il prononce les conférences de Noël de la Royal Institution de 1952 à Londres sur la croissance de la science. Il est président de la British Society for the History of Science de 1951 à 1953 ,.

## Livres
F. Sherwood Taylor écrit de nombreux livres sur l'histoire de l'alchimie et de la Chimie en particulier, et aussi de la Science en général  ,:
- Chimie inorganique et théorique (1931); 5e édition (1939)
- Chimie organique (1933)
- Une courte chimie organique (1933)
- Le jeune chimiste (1934, nouvelle édition 1961). Livres pratiques, Thomas Nelson and Sons, Édimbourg.
- Le monde des sciences (1936)[7]; 1064pages
- Galilée et la liberté de pensée (1938) [8]
- Sciences générales pour les écoles: parties 1 à 3 (1939)
- La marche de l'esprit: une courte histoire des sciences (1939)
- Une courte histoire de la science et de la pensée scientifique, avec des lectures des grands scientifiques des Babyloniens à Einstein (1940)
- Le siècle des sciences (1941)
- La conquête des bactéries, de Salvarsan à Sulphapyridine (1942)
- Sciences, passé et présent (1945) [9]
- La vision quadruple: une étude des relations de la science et de la religion (1946) [10]
- Deux modes de vie - chrétien et matérialiste (1947)
- Un siècle de chimie britannique (Science en Grande-Bretagne) (1947)
- La conquête de la nature par l'homme (1948)
- Concernant la science (1949)
- Les alchimistes, fondateurs de la chimie moderne (1949) [11]
- Inventions britanniques (1950)
- L'homme et la matière - Essais scientifiques et chrétiens (1951)
- Les Alchimistes (1952)
- Le pouvoir aujourd'hui et demain (1954)
- Une histoire illustrée des sciences (1955)
- Une histoire de la chimie industrielle (technologie et société) (1957)
- Une introduction à l'alchimie